# Markku Tuokko
Markku Tuokko (Finlandia, 24 de junio de 1951-20 de febrero de 2015) fue un atleta finlandés especializado en la prueba de lanzamiento de disco, en la que consiguió ser subcampeón europeo en 1978.

## Carrera deportiva
En el Campeonato Europeo de Atletismo de 1978 ganó la medalla de plata en el lanzamiento de disco, con una marca de 64.90 metros, siendo superado por el alemán Wolfgang Schmidt que con 66.82 m batió el récord de los campeonatos, y por delante del checoslovaco Imrich Bugár.